# OCTB
OCTB (反黑S, Fǎn hēiP) è una serie televisiva hongkonghese di genere thriller-poliziesco del 2017.

## Trama
Durante gli ultimi anni della colonia di Hong Kong, un detective sotto copertura, Chen Fengxiang, si infiltra nella mafia e cerca di distruggere l'organizzazione dall'interno.

## Personaggi e interpreti
- Chen Fengxiang interpretato da Jordan Chan. È un ex infiltrato e poliziotto della divisione OCTB.
- Zhuo Yunbiao "Padrino" (in originale Shenye), interpretato da Michael Chan.
- Zang Guozhan, interpretato da Philip Chan.
- Zhang Shaojun, interpretato da Danny Chan Kwok-kwan.
- Huang Zhian, interpretato da Sam Lee.
- Liu Zhenpeng, interpretato da Samuel Pang.
- Lao Gui, interpretato da Ken Wong.
- Tang Xiwen, interpretata da Rose Chan.
- Yang Xianzheng, interpretato da Dominic Lam.
- Liang Zhihong, interpretato da Parkman Wong.
- Peng Mingguang, interpretato da Eddie Pang.
- Ke Shaoteng, interpretato da Alan Ke You Lu.
- Xu Jinquan, interpretato da Wong Sheetong.
- You Yuesheng, interpretato da Ng Man-tat.

## Produzione
La serie è creata da una delle storie di mafia hongkonghese e di dramma familiare del protagonista. La produzione è in Hong Kong. Viene trasmesso in Italia tramite Netflix.